# Pen y Fan
Le Pen y Fan (prononciation : pɛn ə van) est le sommet le plus élevé de Galles du Sud (pays de Galles). Il culmine à 886 mètres d'altitude et affiche une hauteur de culminance de 671 mètres. Il se situe dans le parc national de Brecon Beacons, dans le comté de Powys. Il est détenu par le National Trust dont la mission est notamment de prévenir l'érosion due aux nombreux randonneurs.
Le Pen y Fan est utilisé par l'armée britannique dans le cadre du processus de sélection des forces spéciales britanniques.

## Toponymie
Le nom Pen y Fan est composé des mots gallois pen (« tête », « sommet », etc.), y (« le ») et fan, une forme dérivée de ban (« sommet », « crête », « colline », « montagne », etc.). Il peut se traduire par « le sommet de la montagne » (« the mountain's peak » en anglais).

## Climat
En hiver, le Pen y Fan peut parfois être couvert de neige et ainsi attirer des skieurs locaux. La quantité de neige varie de manière significative selon les années.